# Baron Upper Ossory

Wappen der Barons Upper Ossory

Baron Upper Ossory (irisch Barún Osraí Uachtaraigh) ist ein erblicher britischer Adelstitel, der je einmal in der Peerage of Ireland und in der Peerage of Great Britain verliehen wurde.

## Verleihungen
Im Jahr 1541 wurde König Heinrich VIII. von England vom Parliament of Ireland zum König von Irland erhoben. Infolgedessen wurden allen Monarchen und Clan Chiefs in Irland aufgefordert, ihre einheimischen Titel aufzugeben, um dafür Titel in der Peerage of Ireland zu erhalten. So erkannte auch Barnaby Fitzpatrick (irisch Brían Óg Mac Giolla Phádraig), der letzte Erbe des irischen Kleinkönigreichs Osraige (engl. Ossory), Heinrichs Lehenshoheit und kirchliches Supremat an und wurde im Gegenzug am 11. Juni 1541 zum Baron Upper Ossory erhoben.
Sein Nachfahre, der 7. Baron, stellte sich während der Glorious Revolution im Krieg der zwei Könige auf die Seite des Hauses Stuart und wurde dafür am 11. Mai 1691 wegen Hochverrats vom Parlament geächtet und bekam den Titel aberkannt.
Am 9. August 1794 wurde von König Georg II. in der Peerage of Great Britain der Titel Baron Upper Ossory, of Ampthill in the County of Bedford, für John FitzPatrick, 2. Earl of Upper Ossory neu geschaffen. Dieser hatte bereits 1758 von seinem Vater die zur Peerage of Ireland gehörigen Titel 2. Earl of Upper Ossory und 3. Barons Gowran geerbt und war von 1767 bis 1794 als Knight of the Shire für Bedfordshire Abgeordneter im britischen House of Commons gewesen. Er hinterließ keine legitimen Söhne, sodass alle drei Titel bei seinem Tod am 13. Februar 1818 erloschen.

## Liste der Barons Upper Ossory

### Barons Upper Ossory, erste Verleihung (1541)
- Barnaby Fitzpatrick, 1. Baron Upper Ossory (um 1485–1575)
- Barnaby Fitzpatrick, 2. Baron Upper Ossory (um 1535–1581)
- Florence Fitzpatrick, 3. Baron Upper Ossory († 1613)
- Teige Fitzpatrick, 4. Baron Upper Ossory († 1627)
- Barnaby Fitzpatrick, 5. Baron Upper Ossory († um 1638)
- Barnaby Fitzpatrick, 6. Baron Upper Ossory († um 1666)
- Barnaby Fitzpatrick, 7. Baron Upper Ossory († 1696) (Titel verwirkt 1691)

### Barons Upper Ossory, zweite Verleihung (1794)
- John FitzPatrick, 2. Earl of Upper Ossory, 1. Baron Upper Ossory (1745–1818)